# نورمان دافيدسون
جيمس نورمان ديفيدسون ، (5 مارس 1911 - 11 سبتمبر 1972) (بالإنجليزية: James Norman Davidson )، هو عالم الكيمياء الحيوية الاسكتلندي ، ورائد في علم الأحياء الجزيئية ومؤلف الكتب المدرسية، تم تسمية مبنى ديفيدسون في جامعة جلاسكو باسمه. 

## حياته
ولد في إدنبرة في 5 مارس 1911.  تلقى تعليمه محليًا ، في كلية جورج واتسون ، حيث كان دوكس مشتق من (الدوق) .   ثم درس الطب والكيمياء العضوية في جامعة إدنبرة وتخرج بدرجة البكالوريوس في عام 1934 ،  بكالوريوس الطب والجراحة في عام 1937 ، ودكتوراه في الطب في عام 1939 ، ودكتوراه في العلوم في عام 1945. كان موضوع أطروحته في (DSc) هو التحقيقات البيوكيميائية حول الانتشار الخلوي. 
في عام 1937/1938 درس على يد أوتو هاينريش فاربورغ في برلين داهليم ، عاد إلى اسكتلندا في خريف عام 1938 ليبدأ إلقاء محاضرات في الكيمياء الحيوية في جامعة سانت أندروز ، من عام 1940 إلى عام 1945 كان محاضرًا أول في الكيمياء الحيوية بجامعة أبردين . 
في عام 1941 انتخب زميلاً في الجمعية الملكية في أدنبرة ، كان مقدمو اقتراحه هم جيمس كيندال وإرنست كروكشانك وروبرت كامبل جاري وأندرسون جراي ماكيندريك .  كان سكرتير الجمعية 1949-1954 ، نائب الرئيس 1955-1958، وشغل فترتين كرئيس من 1958 إلى 1959 و 1964-1967.  انتخب زميلاً في الجمعية الملكية عام 1960. كان ديفيدسون أستاذًا للكيمياء الحيوية بجامعة غلاسكو من عام 1947 حتى عام 1972، في عام 1949 عين مارتن سميلي مساعدا له.  في عام 1958 ، خلف جورج ويشارت أستاذًا لعلم وظائف الأعضاء في غاردينر في جامعة جلاسكو.  حصل على وسام الإمبراطورية البريطانية عام 1967. توفي بنوبة قلبية في بيرسدن في غلاسكو في 11 سبتمبر 1972. 

## البحوث
- الكيمياء الحيوية للأحماض النووية (1950)